# 尾崎洋二
尾崎 洋二（おさき ようじ、1938年7月20日 - ）は、日本の天文学者。専門は恒星物理学。学位は、理学博士。東京大学名誉教授。海野和三郎に師事。

## 人物
愛知県出身。1961年、東京大学理学部物理学科卒業。1964年東京大学大学院数物系研究科天文学専攻博士課程中退。
1964年東京大学理学部天文学科助手、のち助教授を経て、1985年東京大学教授。
この間コロンビア大学、コロラド大学、ニース天文台、マックス・プランク天体物理研究所の研究員として海外生活を送った。1999年に退官、長崎大学教育学部教授に就任。
京都大学基礎物理学研究所教授の嶺重慎は尾崎の弟子にあたる。
南山大学教授の尾崎俊治（工学博士）は実弟である。

## 著書

### 単著
- 『激変天体論・突如激しく輝く星の物理学』（学習研究社　最新科学論シリーズ16　1991年）
- 『宇宙科学入門』（東京大学出版会　1996年10月）
- 『星はなぜ輝くのか』（朝日新聞社　朝日選書　2002年2月）

### 共著
- 『新しい宇宙の探究』（岩波書店　1990年）
- 『Nonradial Oscillitions of Stars』（邦題：『恒星の非動径振動』）

## 受賞・栄典
- 2000年6月 日本学士院賞受賞[2]
- 2013年11月 瑞宝中綬章受章[2][3]